# باستین مولر
باستین مولر (انگلیسی: Bastian Müller؛ زادهٔ ۳۱ ژوئیهٔ ۱۹۹۱) بازیکن فوتبال اهل آلمان است.
از باشگاه‌هایی که در آن بازی کرده‌است می‌توان به باشگاه فوتبال بایرن مونیخ ۲، باشگاه فوتبال آلمانیا آخن، و باشگاه فوتبال فورتونا دوسلدورف اشاره کرد.